# Progressief Ermelo
Progressief Ermelo (PE) is een Nederlandse lokale partij in de gemeente Ermelo. De partij is opgericht in 1993. 
PE is een lokaal samenwerkingsverband van de landelijke partijen PvdA, GroenLinks en D66. De fractie telt drie raadsleden. Fractievoorzitter is Evelien Kars.